# Neoboletus erythropus var. junquilleus
Neoboletus erythropus var. junquilleus (Quél.) Blanco-Dios, 2020 è un fungo del genere Neoboletus, varietà della specie Neoboletus erythropus (Pers.) C.Hahn, 2015, precedentemente noto come Boletus junquilleus o Neoboletus junquilleus.

## Descrizione della specie

### Cappello
Fino a 10,5 cm di diametro, prima emisferico poi spianato, spesso, sodo. 
Cuticolasecca,  vellutata, opaca, di colore giallo brillante, con macchie rosa o ruggine, al tatto vira al bluastro.
Margineinvoluto, ondulato, intero, liscio.

### Pori
Di colore giallo brillante, poi verdastri, minuti, irregolari.

### Tubuli
Di colore giallo brillante, corti, separabili dal cappello.

### Gambo
9-9,5 x 6 cm, giallo, più chiaro del cappello, ventricoso, attenuato alla base, radicante, sodo, con superficie meno vellutata della cuticola del cappello, non reticolato.

### Carne
Di colore giallo vivo, al taglio vira rapidamente all'azzurro in maniera più evidente sul cappello, meno sul gambo.
- Odore: sgradevole.
- Sapore: lievemente acidulo.

### Microscopia
Sporebruno-olivastre in massa

## Habitat
Fungo simbionte. Cresce in boschi di latifoglia,  soprattutto sotto faggio e quercia, da giugno a ottobre.

## Commestibilità
Mediocre; si può consumare nel misto, richiede cottura prolungata, in quanto contiene una tossina termolabile, inattivata intorno ai 70 °C, che ne impedisce il consumo crudo.

## Reazione chimica
- Acido solforico: arancio vivo.
- Carne + acido nitrico: giallo arancio.
- Cuticola + acido nitrico: rosso scuro.
- Solfato ferroso: lentamente verde sporco.
- Ammoniaca: nulla.

## Etimologia
Dal latino junquilleus = colore del giunco, per il colore che assume il suo cappello.